# Tiny
Tiny (Originele titel: Martine) is een Belgische kinderboekenreeks met in de hoofdrol het gelijknamige meisje. De reeks wordt uitgegeven door Casterman. Gilbert Delahaye schreef 48 boeken van 1954 tot 1998 (hij overleed in 1997). In het Nederlands verschenen zijn boeken onder het pseudoniem Gijs Haag. Marcel Marlier illustreerde 60 boeken van 1954 tot 2010. Na de dood van Delahaye, schreef de zoon van de illustrator, Jean-Louis Marlier, de boeken tot de dood van zijn vader (2011). In 2011 verscheen er een boek van Sophie Flamand. In 2012 verscheen de animatieserie Tiny waarna er 3 boeken en 2 strips op basis van die televisieserie verschenen. In totaal verschenen er 64 prentenboeken. De reeks werd tevens ook in bijna veertig verschillende talen vertaald en er werden tot nog toe wereldwijd meer dan 110 miljoen exemplaren van verkocht.

## Inhoud
De serie draait rond een meisje dat ongeveer 10 jaar oud is, dat allerlei gewone avonturen beleeft in het dagelijkse leven. Ze heeft 2 jongere broers Jean en Alain. Ze heeft een hond die Patapouf (Nederlands: Poeffie) heet. Ze heeft ook een kat die Moustache heet. De kinderen gedragen zich voorbeeldig. 

## Geschiedenis

### Delahaye-Marlier (1954-1998)
In 1951 stelt een leidinggevende genaamd Pierre Servais voor aan Marcel Marlier om een aantal boeken van Casterman te illustreren. Ondertussen krijgt Gilbert Delahaye de taak om boeken te schrijven met een klein meisje in de hoofdrol. In 1953 schrijft hij zijn eerste verhalen met het meisje Martine in de hoofdrol. Vervolgens werken Delahaye en Marlier samen aan de boeken Martine à la ferme (Nederlands:Tiny op de boerderij) en Martine en voyage (Nederlands:Tiny gaat op reis) die gelijktijdig in 1954 verschenen. Van het eerste boek werd er in de Franstalige versie 30.000 exemplaren verkocht.
Bij het vertalen van kinderboeken worden gewoonlijk de vreemde/onbekende namen vervangen door een populaire naam uit de doeltaal. Zo veranderde Martine in het Nederlands in Tiny. In het Nederlands wordt tevens ook de naam van de schrijver Gilbert Delahaye vervangen door het pseudoniem Gijs Haag. De Nederlandstalige boeken verschenen ongeveer gelijktijdig met de Franstalige.
De eerste 18 boeken verschenen in de Collection Farandole waarbij de afbeelding van omslag de hele voorkant van het boek besloeg en de titel meestal in het zwart staat. De titel van het boek werd in die periode meestal zwart gedrukt. Met Martine petite maman (Nederlands:Tiny speelt moedertje) werd deze periode beëindigd in 1968. De boeken kenmerken zich door de gedetailleerde tekeningen die voornamelijk ingekleurd zijn met pastelkleuren.
In de jaren '50 en '60 speelt Tiny zich af in een geïdealiseerde, echte wereld. Het is een gewoon meisje in een gewoon gezin. Het meisje kijkt de lezer ook aan op de tekeningen en de andere personages kijken het meisje aan om de lezer op haar locatie te wijzen. Echter zijn de eerste verhaallijnen een beetje naïef, maar ze worden al gauw realistischer. Vanaf 1966 verdwijnen de lage afbeeldingen in de nieuwe boeken en krijgen de boeken zo meer witruimte rond de afbeeldingen.
Vervolgens werden de boeken in 1969 in een nieuw jasje gestoken. De boeken verschenen nog steeds in de Collection Farandole. De boeken kregen een witte kader met de titel bovenaan en de afbeelding van de omslag onderaan. De teksten van de oudere exemplaren werden ook bijgewerkt. Martine fête son anniversaire (Nederlands:Tiny is jarig) uit 1969 is het eerste nieuwe boek dat zo wordt uitgebracht en Martine fait de la voile (Nederlands:Tiny leert zeilen) uit 1979 is het laatste nieuwe boek dat zo wordt uitgebracht. Er verschenen in totaal 11 nieuwe boeken in deze lay-out.
In deze versie werden de boeken ook bewerkt naar de modernere tijdsgeest. Bij de herdruk van het tweede boek wordt het verhaal zelfs drastisch veranderd wegens te veel racistische elementen, maar de tekeningen niet. In de oudere albums bereiden deze boeken meisjes voor op hun toekomstige rol van moeder en huisvrouw, maar naarmate het feminisme meer aanhang krijgt, verandert de maatschappij en dus ook deze boekenreeks. Tiny krijgt een modern kapsel en moderne kleding. Tevens gaat ze nu ook naar de stad. In 1976-1977 verruilt ze haar rok voor een jeansbroek. Gaandeweg wordt het meisje ook lichtjes ouder van ongeveer 8 naar ongeveer 10.
In 1980 werd het uiterlijk van de serie opnieuw veranderd. De boeken verschenen wel nog steeds in de Collection Farandole, maar de omslag veranderd opnieuw. De witte kader verdwijnt en de afbeelding op de omslag wordt zo groter. De titel verschijnt nog steeds op een witte achtergrond die zich boven de afbeelding bevindt. Martine et son ami le moineau (Nederlands:Tiny en haar vriendje de mus) uit 1980 is het eerste nieuwe boek in die omslag en Martine et le chaton vagabond uit 1994 is de laatste nieuwe boek met die omslag. Er verschenen 15 nieuwe boeken in deze lay-out.
In de jaren '80 krijgen de boeken complexere en mysterieuzere verhaallijnen. De boeken verliezen zelfs deels hun realisme. Zoals het boek Martine a une étrange voisine (Nederlands: Tiny en de lieve heks) uit 1989 waarin hun buurmeisje een heks blijkt te zijn.
In 1988 en 1989 verschenen er 16 luisterboeken van Tiny op cassette uitgegeven door Audivis en Casterman. De muziek werd gecomponeerd door Pierre Bluteau, de zang werd gedaan door Dominique Dimey en de tekst werd voorgelezen door Emmanuelle Brunschwig. Van 1993 tot 1995 verschenen er ook nog een aantal luisterboeken op cassette waarop Chantal Goya verschillende boeken voorlas.
In 1994-1995 wordt Collection Farandole stopgezet waardoor dit logo van de omslagen verdwijnt. Tevens verschijnt er vanaf deze versie een genummerde lijst van de boeken op de achterzijde. Martine, il court, il court, le furet ! (Nederlands:Tiny in opa's tuin) uit 1995 is het eerste nieuwe boek met deze omslag. Ongeveer gelijktijdig wijzigt het logo van uitgeverij Casterman lichtjes waardoor het logo verandert bij de volgende herdruk. Er verschenen nieuwe 10 boeken in deze lay-out.
Op 6 december 1997 echter overleed de schrijver Gilbert Delahaye. Het boek Martine en classe de découverte (Nederlands:Tiny op schoolreis) dat in 1998 verscheen, is het laatste boek van Martine geschreven door Delahaye.

### Marlier-Marlier (1999-2010)

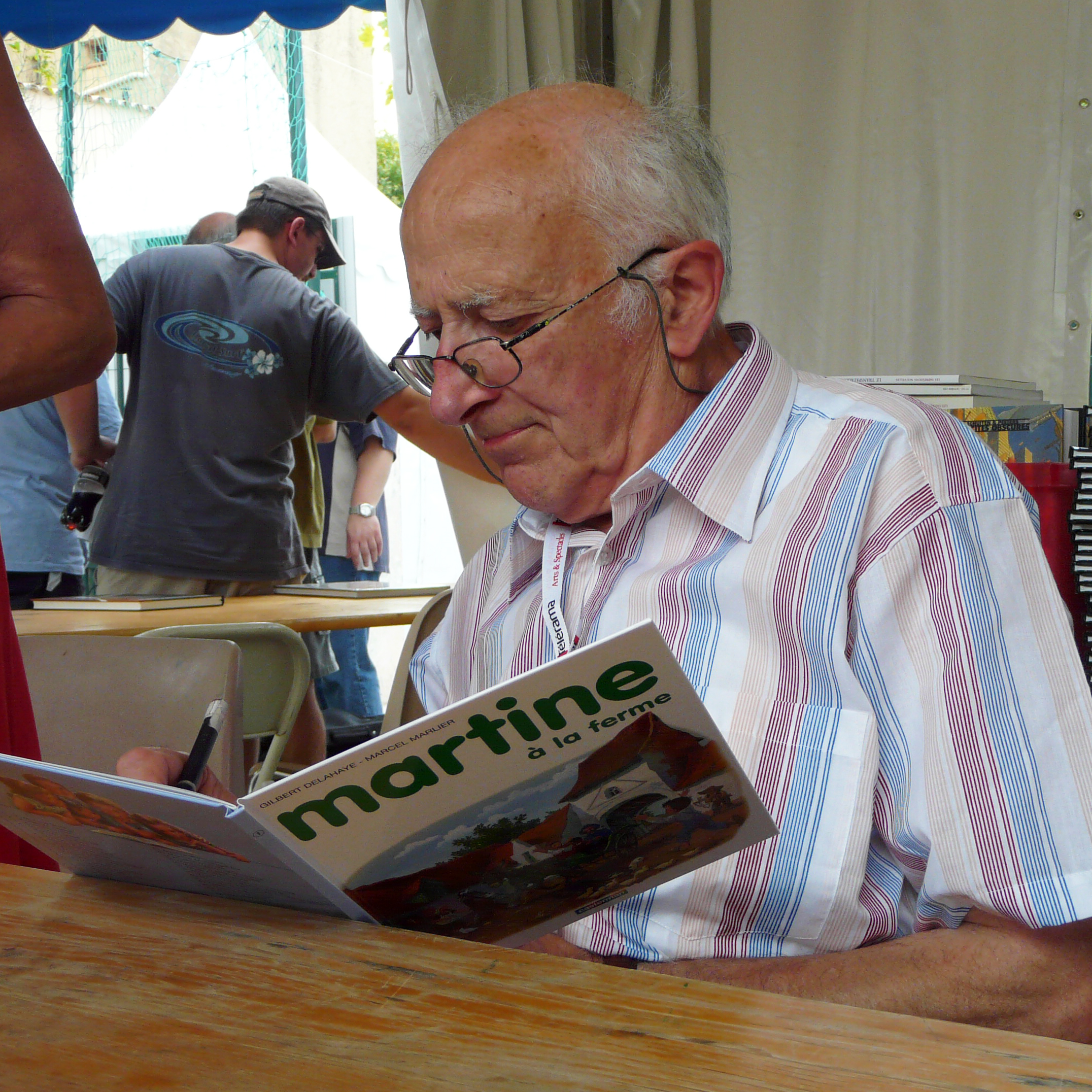
Marcel Marlier die het eerste boek inkijkt.

Na de dood van Delahaye, wordt Jean-Louis Marlier, zoon van de tekenaar, de nieuwe schrijver. Het boek Martine et la leçon de dessin (Nederlands:Tiny leert tekenen) dat in 1999 verscheen, is het eerste boek geschreven door hem.
In 1999 werd er een standbeeld van Tiny in Doornik onthuld dat gemaakt werd door de kunstenaar Carlos Surquin die een leerling was van Marcel Marlier. In 2004 bestond Tiny 50 jaar waarop er in Laken (Brussel) een stripmuur onthuld werd.
In 2000 veranderen de Tiny-boeken opnieuw lichtjes. Hierbij gaat vooral de aandacht naar het herschrijven van de oudere boeken dan grafische elementen.
Vervolgens verandert de omslag opnieuw in 2005. Martine: Drôles de fantômes ! (Nederlands: Tiny ziet spoken) is het eerste boek in deze lay-out en Martine et le prince mystérieux (Nederlands Tiny en de mysterieuze prins) uit 2010 is het laatste boek in deze lay-out. Er verschenen 6 nieuwe boeken in deze lay-out. De afbeeldingen maken nu ook gebruik van de dubbele pagina's en overlappen de pagina's wat daarvoor niet gebeurde.
In 2005 en 2006 ontwikkelde White Birds Productions 2 computerspellen genaamd Martine à la ferme en Martine à la montagne die beide uitgebracht werden door Nobilis. In de Verenigde Staten werden beide computerspellen in 2008 uitgebracht door Aspyr Media onder de naam Emma.
Vanaf 2007 verschijnen er luisterboeken met elk 3 boeken uit deze reeks voorgelezen door Marie-Christine Barrault. Vanaf 2008 verschenen er tevens ook opnieuw luisterboeken voorgelezen door Barrault die elk 5 tot 7 boeken bevatten.
Op 18 januari 2011 sterft de illustrator Marcel Marlier echter. Jean-Louis Marlier stopt vervolgens met het schrijven van de boeken in deze serie na de dood van zijn vader. Tevens willen zijn moeder en zijn broer de serie ook niet verder zetten. Het boek Martine et le prince mystérieux (Nederlands:Tiny en de mysterieuze prins) dat in 2010 verscheen, is het laatste boek getekend door Marcel Marlier en geschreven door zijn zoon.

### Les nouvelles aventures de Martine (2011-heden)
In september 2011 verscheen de boek Martine visite Bruxelles (Nederlands: Tiny bezoekt Brussel) van Sophie Flamand. Het boek zou het eerste deel van een nieuwe serie van Tiny worden waarin ze een toeristische gids is, maar er is geen vervolg verschenen. In 2013 werd dit boek heruitgegeven.
Voor zijn overlijden had de illustrator Marcel Marlier nog toestemming gegeven voor een animatieserie op basis van deze boekenreeks. Vervolgens verscheen de animatieserie Tiny in 2012. Het telt 1 seizoen bestaande uit 52 afleveringen.
De uitgeverij van de boekenreeks Casterman werkte er aan mee en kreeg de rechten op uitgaves gebaseerd op de televisieserie. Tevens werd er een 61ste boek aangekondigd in de reeks die in 2013 zou verschijnen. Vervolgens verschenen er gebruik makend van de animatie van de televisieserie 3 nieuwe boeken in deze boekenreeks van 2012 tot 2014. Les nouvelles aventures de Martine werd echter de nieuwe naam van de boekenreeks voor deze 3 boeken. De boeken werden geschreven door Catherine Cuenca, Fabrienne Gambrelle en Grégory Baranès. De tekeningen zijn driedimensionaal en de verhaallijn leunt meer aan bij de detectiveromans.
Tevens verscheen er ook de stripreeks Martine en BD die gebruik maakt van de animatie van de televisieserie. Er verschenen 2 strips in deze reeks die verschenen in 2013 en 2014. Bertrand Veyne schreef de eerste strip en Grégory Baranès, die al eerder een boek in 2013 schreef, schreef het scenario voor de tweede strip.
Tot 2013 verschenen de luisterboeken voorgelezen door Barrault die elk 5 tot 7 luisterboeken bevatten. Tot 2014 verschenen de luisterboeken met elk 3 boeken voorgelezen door Marie-Christine Barrault. Er verschenen er uiteindelijk 20. Verder verschenen er ook nog 2 luisterboeken van Tiny in 2011 en 2014 die opnieuw voorgelezen werden door Marie-Christine Barrault. Het luisterboek Martine à l'école verscheen in 2011 en Martine: La nuit de Noël verscheen in 2014. Beide werden nog enkele keren heruitgegeven.
In 2014 verscheen in het Nederlands een facsimile-editie van de oorspronkelijke Tiny-reeks wegens het 60-jarig bestaan van deze boekenreeks.
In september 2015 werd er ook een tweede seizoen aangekondigd van de animatieserie. Het tweede seizoen is gepland te verschijnen in 2016.
Op 29 september 2015 werd er in het Château des Comtes (Nederlands: Gravensteen) in de Belgische stad Moeskroen het museum Centre Marcel-Marlier, dessine-moi Martine geopend.
In 2017 en 2018 is er opnieuw een gemoderniseerde reeks gepland, waarbij namen worden geactualiseerd en de teksten worden aangepast zodat kinderen de beschreven situaties nog kunnen begrijpen. Het intussen verouderde stereotiepe rollenpatroon dat in de verhalen tot uiting komt, wordt ook aangepast. De tekeningen worden niet gewijzigd, op plaatsing en kleuren na.

## Lijst van boeken
In totaal verschenen er 64 prentenboeken. Gilbert Delahaye schreef 48 boeken. Jean-Louis Marlier schreef er 12. Marcel Marlier illustreerde de 60 boeken die door voorgaande schrijvers werden geschreven. Vervolgens verscheen Martine visite Bruxelles van Sophie Flamand. De 3 overige uit de reeks Les nouvelles aventures de Martine werden geschreven door Catherine Cuenca, Fabrienne Gambrelle en Grégory Baranès. Dit is een lijst van boeken in deze boekenserie, exclusief omnibussen.

### Delahaye-Marlier (1954-1998)
| Nummer | Originele titel (Nederlandstalige titel)                   | Uitgavejaar | ISBN          |   | Nummer | Originele titel (Nederlandstalige titel)                          | Uitgavejaar | ISBN          |
| ------ | ---------------------------------------------------------- | ----------- | ------------- | - | ------ | ----------------------------------------------------------------- | ----------- | ------------- |
| 1      | Martine à la ferme (Tiny op de boerderij)                  | 1954        | 2-203-10101-6 | — | 25     | Martine apprend à nager (Tiny leert zwemmen)                      | 1975        | 2-203-10125-3 |
| 2      | Martine en voyage (Tiny gaat op reis)                      | 1954        | 2-203-10102-4 | — | 26     | Martine est malade (Tiny is ziek)                                 | 1976        | 2-203-10126-1 |
| 3      | Martine à la mer (Tiny aan zee)                            | 1955        | 2-203-10103-2 | — | 27     | Martine chez tante Lucie (Tiny bij tante Rikkie)                  | 1977        | 2-203-10127-X |
| 4      | Martine au cirque (Tiny in het circus)                     | 1956        | 2-203-10104-0 | — | 28     | Martine prend le train (Tiny in de trein)                         | 1978        | 2-203-10128-8 |
| 5      | Martine, vive la rentrée! (Tiny op school)                 | 1957        | 2-203-10105-9 | — | 29     | Martine fait de la voile (Tiny leert zeilen)                      | 1979        | 2-203-10129-6 |
| 6      | Martine à la foire (Tiny op de kermis)                     | 1958        | 2-203-10106-7 | — | 30     | Martine et son ami le moineau (Tiny en haar vriendje de mus)      | 1980        | 2-203-10130-X |
| 7      | Martine fait du théâtre (Tiny speelt toneel)               | 1959        | 2-203-10107-5 | — | 31     | Martine et l'âne Cadichon (Tiny en Bruintje de ezel)              | 1981        | 2-203-10131-8 |
| 8      | Martine à la montagne (Tiny in de bergen)                  | 1959        | 2-203-10108-3 | — | 32     | Martine fête maman (Tiny viert moederdag)                         | 1982        | 2-203-10132-6 |
| 9      | Martine fait du camping (Tiny gaat kamperen)               | 1960        | 2-203-10109-1 | — | 33     | Martine en montgolfière (Tiny en de luchtballon)                  | 1983        | 2-203-10133-4 |
| 10     | Martine en bateau (Tiny op de boot)                        | 1961        | 2-203-10110-5 | — | 34     | Martine à l'école (Tiny op school)                                | 1984        | 2-203-10134-2 |
| 11     | Martine et les quatre saisons (Tiny en de vier seizoenen)  | 1962        | 2-203-10111-3 | — | 35     | Martine découvre la musique (Tiny speelt muziek)                  | 1985        | 2-203-10135-0 |
| 12     | Martine à la maison (Tiny helpt moeder)                    | 1963        | 2-203-10112-1 | — | 36     | Martine a perdu son chien (Tiny: Poeffie gaat op stap)            | 1986        | 2-203-10136-9 |
| 13     | Martine au zoo (Tiny in de dierentuin)                     | 1963        | 2-203-10113-X | — | 37     | Martine dans la forêt (Tiny in de natuur)                         | 1987        | 2-203-10137-7 |
| 14     | Martine fait ses courses (Tiny gaat winkelen)              | 1964        | 2-203-10114-8 | — | 38     | Martine et le cadeau d'anniversaire (Tiny kiest een cadeau)       | 1988        | 2-203-10138-5 |
| 15     | Martine en avion (Tiny in het vliegtuig)                   | 1965        | 2-203-10115-6 | — | 39     | Martine a une étrange voisine (Tiny en de lieve heks)             | 1989        | 2-203-10139-3 |
| 16     | Martine monte à cheval (Tiny leert paardrijden)            | 1966        | 2-203-10116-4 | — | 40     | Martine: Un mercredi pas comme les autres (Tiny aan de waterkant) | 1990        | 2-203-10140-7 |
| 17     | Martine au parc (Tiny in het park)                         | 1967        | 2-203-10117-2 | — | 41     | Martine: La nuit de Noël (Tiny en de kerstman)                    | 1991        | 2-203-10141-5 |
| 18     | Martine: Petite maman (Tiny speelt moedertje)              | 1968        | 2-203-10118-0 | — | 42     | Martine va déménager (Tiny gaat verhuizen)                        | 1992        | 2-203-10142-3 |
| 19     | Martine fête son anniversaire (Tiny is jarig)              | 1969        | 2-203-10119-9 | — | 43     | Martine se déguise (Tiny gaat zich verkleden)                     | 1993        | 2-203-10143-1 |
| 20     | Martine embellit son jardin (Tiny in de tuin)              | 1970        | 2-203-10120-2 | — | 44     | Martine et le chaton vagabond (Tiny vindt een poes)               | 1994        | 2-203-10144-X |
| 21     | Martine fait de la bicyclette (Tiny krijgt een fiets)      | 1971        | 2-203-10121-0 | — | 45     | Martine: Il court, il court, le furet! (Tiny in opa's tuin)       | 1995        | 2-203-10145-8 |
| 22     | Martine: Petit rat de l'opéra (Tiny gaat op ballet)        | 1972        | 2-203-10122-9 | — | 46     | Martine: L'accident (Tiny: Kijk uit!)                             | 1996        | 2-203-10146-6 |
| 23     | Martine à la fête des fleurs (Tiny op het bloemenfestival) | 1973        | 2-203-10123-7 | — | 47     | Martine: Baby-sitter (Tiny gaat babysitten)                       | 1997        | 2-203-10147-4 |
| 24     | Martine fait la cuisine (Tiny in de keuken)                | 1974        | 2-203-10124-5 | — | 48     | Martine en classe de découverte (Tiny op schoolreis)              | 1998        | 2-203-10148-2 |

### Marlier-Marlier (1999-2010)
| Nummer | Originele titel (Nederlandstalige titel)                          | Uitgavejaar | ISBN          |
| ------ | ----------------------------------------------------------------- | ----------- | ------------- |
| 49     | Martine: La leçon de dessin (Tiny leert tekenen)                  | 1999        | 2-203-10149-0 |
| 50     | Martine au pays des contes (Tiny in sprookjesland)                | 2000        | 2-203-18266-0 |
| 51     | Martine et les marmitons (Tiny leert koken)                       | 2001        | 2-203-10151-2 |
| 52     | Martine: La surprise (Tiny en de verrassing)                      | 2002        | 2-203-10156-3 |
| 53     | Martine: L'arche de Noé (Tiny en de ark van Noach)                | 2003        | 2-203-10157-1 |
| 54     | Martine: Princesses et chevaliers (Tiny en het middeleeuws feest) | 2004        | 2-203-10158-X |
| 55     | Martine: Drôles de fantômes ! (Tiny ziet spoken)                  | 2005        | 2-203-10159-8 |
| 56     | Martine: Un amour de poney (Tiny en de lieve pony)                | 2006        | 2-203-10160-1 |
| 57     | Martine: J'adore mon frère ! (Tiny: Mijn lieve broer)             | 2007        | 2-203-00778-8 |
| 58     | Martine et un chien du tonnerre (Tiny en Rocky)                   | 2008        | 2-203-01304-4 |
| 59     | Martine protège la nature (Tiny ontdekt de natuur)                | 2009        | 2-203-02479-8 |
| 60     | Martine et le prince mystérieux (Tiny en de mysterieuze prins)    | 2010        | 2-203-02978-1 |

### Flamand (2011)
| Originele titel (Nederlandstalige titel)        | Uitgavejaar | ISBN          |
| ----------------------------------------------- | ----------- | ------------- |
| Martine visite Bruxelles (Tiny bezoekt Brussel) | 2011        | 2-203-01425-3 |

### Les nouvelles aventures de Martine (2012-2014)
| Nummer | Originele titel (Nederlandstalige titel)                 | Uitgavejaar | ISBN          |
| ------ | -------------------------------------------------------- | ----------- | ------------- |
| 1      | Martine: Une princesse de rêve (Tiny: Een droomprinses)  | 2012        | 2-203-06459-5 |
| 2      | Martine et le cadeau secret (Tiny: Het geheime geschenk) | 2013        | 2-203-07842-1 |
| 3      | Martine et l'arbre ensorcelé                             | 2014        | 2-203-05782-3 |

## Bewerkingen

### Luisterboeken (1988-2014)
In 1988 en 1989 verschenen er 16 luisterboeken van Tiny op cassette uitgegeven door Audivis en Casterman. De muziek werd gecomponeerd door Pierre Bluteau, de zang werd gedaan door Dominique Dimey en de tekst werd voorgelezen door Emmanuelle Brunschwig. Hieronder volgen die luisterboeken.
| Originele titel                     | Uitgavejaar | ISBN          |
| ----------------------------------- | ----------- | ------------- |
| Martine: Petite maman               | 1988        | 2-203-98531-3 |
| Martine est malade                  | 1988        | 2-203-98532-1 |
| Martine à l'école                   | 1988        | 2-203-98533-X |
| Martine découvre la musique         | 1988        | 2-203-98534-8 |
| Martine dans la forêt               | 1988        | 2-203-98535-6 |
| Martine au zoo                      | 1988        | 2-203-98536-4 |
| Martine et le cadeau d'anniversaire | 1989        | 2-203-50807-8 |
| Martine et son ami le moineau       | 1989        | 2-203-50808-6 |
| Martine a perdu son chien           | 1989        | 2-203-50809-4 |
| Martine et les quatre saisons       | 1989        | 2-203-50810-8 |
| Martine fait du camping             | 1989        | 2-203-50811-6 |
| Martine petit rat de l'opéra        | 1989        | 2-203-50812-4 |
| Martine fait de la bicyclette       | 1989        | 2-203-50813-2 |
| Martine embellit son jardin         | 1989        | 2-203-50814-0 |
| Martine à la fête des fleurs        | 1989        | 2-203-50815-9 |
| Martine monte à cheval              | 1989        | 2-203-50816-7 |

Van 1993 tot 1995 verschenen er een aantal luisterboeken op cassette waarop Chantal Goya verschillende boeken voorlas die werden uitgegeven door Casterman en Éditions Atlas. In 2004 werden ze opnieuw uitgegeven, maar ditmaal op cd. Hieronder volgen die luisterboeken.
| Originele titel                           | Uitgavejaar | ISBN          |
| ----------------------------------------- | ----------- | ------------- |
| Martine: Petite maman                     | 1993        | 2-731-21540-2 |
| Martine: Petite rat de l'opéra            | 1993        | 2-731-21542-9 |
| Martine fait la cuisine                   | 1993        | 2-731-21546-1 |
| Martine à la ferme                        | 1993        | 2-731-21541-0 |
| Martine et les quatre saisons             | 1994        | 2-731-21583-6 |
| Martine á la montagne                     | 1994        | 2-731-21547-X |
| Martine en bateau                         | 1994        | 2-731-21691-3 |
| Martine á la maison                       | 1994        | 2-731-21551-8 |
| Martine au cirque                         | 1995        | 2-731-21806-1 |
| Martine á la fête des fleurs              | 1995        | 2-731-21805-3 |
| Martine à la foire                        | 1995        | 2-731-21552-6 |
| Martine à la mer                          | 1995        | 2-731-21800-2 |
| Martine a perdu son chien                 | 1995        | 2-731-21676-X |
| Martine a une étrange voisine             | 1995        | 2-731-21690-5 |
| Martine au parc                           | 1995        | 2-731-21692-1 |
| Martine au zoo                            | 1995        | 2-731-21548-8 |
| Martine chez Tante Lucie                  | 1995        | 2-731-21593-3 |
| Martine découvre la musique               | 1995        | 2-731-21591-7 |
| Martine en avion                          | 1995        | 2-731-21592-5 |
| Martine en montgolfière                   | 1995        | 2-731-21555-0 |
| Martine est malade                        | 1995        | 2-731-21689-1 |
| Martine et l'âne Cadichon                 | 1995        | 2-731-21801-0 |
| Martine fait de la voile                  | 1995        | 2-731-21694-8 |
| Martine prend le train                    | 1995        | 2-731-21693-X |
| Martine: Un mercredi pas comme les autres | 1995        | 2-731-21677-8 |

Tussen 2007 en 2014 verschenen er 20 luisterboeken met elk 3 boeken uit deze reeks voorgelezen door Marie-Christine Barrault. De luisterboeken werden uitgegeven door Casterman in de reeks Les plus belles histoires de Martine. Hieronder volgen die luisterboeken.
| Nummer | Originele titel               | Uitgavejaar | ISBN          |
| ------ | ----------------------------- | ----------- | ------------- |
| 1      | Des amis formidables          | 2007        | 2-203-00447-9 |
| 2      | Des animaux extraordinaires ! | 2007        | 2-203-00570-X |
| 3      | Un univers familier           | 2007        | 2-203-00821-0 |
| 4      | Des récits passionnants       | 2007        | 2-203-00822-9 |
| 5      | Des histoires captivantes     | 2008        | 2-203-01423-7 |
| 6      | Une famille épatante !        | 2008        | 2-203-01424-5 |
| 7      | Joyeuses promenades           | 2009        | 2-203-02182-9 |
| 8      | Quels spectacles !            | 2009        | 2-203-02181-0 |
| 9      | La maison mystérieuse         | 2009        | 2-203-02362-7 |
| 10     | Que de découvertes !          | 2009        | 2-203-02363-5 |
| 11     | Bonnes vacances !             | 2010        | 2-203-02906-4 |
| 12     | En pleine activité            | 2010        | 2-203-02907-2 |
| 13     | Jour après jour               | 2011        | 2-203-03987-6 |
| 14     | Quels voyages !               | 2011        | 2-203-03988-4 |
| 15     | Des jours de bonheur !        | 2012        | 2-203-04874-3 |
| 16     | À l'aventure !                | 2012        | 2-203-04875-1 |
| 17     | Des amours de bêtes           | 2013        | 2-203-06418-8 |
| 18     | C'est la fête !               | 2013        | 2-203-06419-6 |
| 19     | Vive la nature !              | 2014        | 2-203-07998-3 |
| 20     | Á l'aventure !                | 2014        | 2-203-07999-1 |

Tussen 2008 en 2013 verschenen er ook luisterboeken voorgelezen door Marie-Christine Barrault die elk 5 tot 7 boeken bevatten. Hieronder volgen die luisterboeken.
- Martine à l'école, suivi de 5 autres histoires 2008[30][120]
- Martine au pays des contes, suivi de 6 autres histoires 2008[30][121]
- Martine, la nuit de Noël, suivi de 5 autres histoires 2008[122]
- Martine à bicyclette, suivi de 4 autres histoires 2009[123]
- Martine embellit son jardin, suivi de 4 autres histoires 2009[124]
- Martine est malade, suivi de 4 autres histoires 2010[125]
- Martine: Il court il court le furet, suivi de 4 autres histoires 2010[126]
- Martine fête son anniversaire, suivi de 4 autres histoires 2010[127]
- Martine: Drôles de fantômes !, suivi de 4 autres histoires 2010[30][128]
- Martine découvre la musique, suivi de 5 autres histoires' 2011[129]
- Martine protège la nature, suivi de 5 autres histoires 2013[30][130]

Verder verschenen er nog 2 luisterboeken van Tiny die opnieuw voorgelezen werden door Marie-Christine Barrault. Het luisterboek Martine à l'école verscheen in 2011 en Martine: La nuit de Noël verscheen in 2014. Beide werden nog enkele keren heruitgegeven.

### Kookboeken (2004-2011)
In 2004 verschenen er 2 kinderkookboeken van Tiny van de Belgische banketbakker Hubert Colson. In 2011 verscheen er nog een boek van dezelfde bakker.
| Originele titel (Nederlandstalige titel)                       | Uitgavejaar | ISBN          |
| -------------------------------------------------------------- | ----------- | ------------- |
| La Pâtisserie avec Martine (Tiny's kookboek: koekjes en gebak) | 2004        | 2-203-10001-X |
| Le sucré salé avec Martine (Tiny's kookboek : zoet en zout)    | 2004        | 2-203-10002-8 |
| Je cuisine avec Martine                                        | 2011        | 2-203-05106-X |

### Computerspellen

#### Martine à la ferme (2005)
Martine à la ferme is een avonturenspel uitgebracht door Nobilis op 10 november 2005. Het spel werd ontwikkeld door White Birds Productions. Het is gebaseerd op het gelijknamige eerste boek uit de boekenreeks.
Het computerspel is beschikbaar voor Nintendo DS en PC.
In de Verenigde Staten werd dit spel in 2008 uitgebracht door Aspyr Media onder de naam Emma at the farm.

#### Martine à la montagne (2006)
Martine à la montagne is een avonturenspel uitgebracht door Nobilis op 17 november 2006. Het spel werd ontwikkeld door White Birds Productions. Het is gebaseerd op het gelijknamige achtste boek uit de boekenreeks.
Het computerspel is beschikbaar voor Nintendo DS en PC.
In de Verenigde Staten werd dit spel in 2008 uitgebracht door Aspyr Media onder de naam Emma in the mountains.

### Televisieserie: Martine (2012-2013)
Tiny (Frans: Martine) is een Franse/Belgische animatieserie dat gebaseerd is op deze boekenreeks. De eerste aflevering van de televisieserie verscheen op 27 augustus 2012. De serie telt 1 seizoen met 52 afleveringen.
In september 2015 werd er een tweede seizoen aangekondigd.

### Strips: Martine en BD (2013-2014)
Gebruik makend van de animatie van de televisieserie verschenen er 2 strips in de reeks Martine en BD uitgegeven door Casterman. De eerste werd geschreven door Bertrand Veyne en verscheen in 2013. De tweede strip werd geschreven door Grégory Baranès en verscheen in 2014.
| Nummer | Originele titel (Nederlandstalige titel)       | Uitgavejaar | ISBN          |
| ------ | ---------------------------------------------- | ----------- | ------------- |
| 1      | Martine: Enquête à l'école (Tiny op onderzoek) | 2013        | 2-203-06412-9 |
| 2      | Martine et le billet volé                      | 2014        | 2-203-05783-1 |

## Tiny in andere talen
Bij het vertalen van kinderboeken worden gewoonlijk de vreemde/onbekende namen vervangen door populaire namen uit de doeltaal. Zo veranderde het Franstalige Martine in het Nederlands in Tiny.
Martine verscheen in onderstaande talen in de bijhorende namen.
- Albanees: Zana
- Amerikaans-Engels: Debbie
- Arabisch zoals gepubliceerd in Libanon: Touline تولين
- Brits-Engels: Martine/Mary
- Catalaans: Martine, Mireia, Mariona
- Chinees: Martina 玛蒂娜
- Deens: Mimi
- Duits: Martina, Steffi, Petra
- Elzassisch: Martine
- Fins: Martine
- Frans: Martine
- Galicisch: Martina
- Grieks: Μαρίλη
- Hebreeuws: Miriam מירי
- Hongaars: Márti
- Iers: Máirín
- IJslands: Margrét
- Indonesisch: Tini
- Italiaans: Martita, Cristina
- Japans: Martine マルチ
- Kroatisch: Maja
- Litouws: Elenyté
- Macedonisch: Mapuka
- Maleis: Martini
- Nederlands: Tiny
- Picardisch: Martine
- Pools: Martynka
- Portugees: Anita
- Roemeens: Andreea
- Russisch: Мартина
- Servisch: Maja
- Slowaaks: Martinka
- Sloveens: Marinka
- Spaans: Martita, Carolina, Martina
- Tsjechisch: Martinka
- Turks: Ayşegül
- Welsh: Siani
- Zweeds: Mimmi

## Tiny in het straatbeeld
In 1999 werd er een standbeeld van Tiny in Doornik onthuld dat gemaakt werd door de kunstenaar Carlos Surquin die een leerling was van Marcel Marlier. Vervolgens bestond Tiny in 2004 50 jaar waarop er in Laken (Brussel) een stripmuur onthuld werd.
Op 29 september 2015 werd er in het Château des Comtes (Nederlands: Gravensteen) in de Belgische stad Moeskroen het museum Centre Marcel-Marlier, dessine-moi Martine geopend gewijd aan het werk van Marcel Marlier.

## Trivia
- Marlier baseerde het uiterlijk van Martine/Tiny op het meisje dat tegenover hem woonde.[16]
- In 2007 verscheen er de website Martine cover generator waarbij je willekeurige titels kon toevoegen bij bestaande omslagen van de Tiny-boeken.[155][156] Vervolgens verzocht de juridische afdeling van Casterman aan de maker om de site te beëindigen wat de maker deed.[156][157] De maker zette echter vervolgens het script gratis online.[158]
- In het Vlaams televisieprogramma Jani gaat... verkent Jani Kazaltzis 8 verschillende werelden. De opening van de afleveringen is gebaseerd op de omslagen van deze boekenreeks.[159][160]